# Sno-powiązałka
Sno-powiązałka – trzeci album zespołu Voo Voo. Uważany jest powszechnie za jedną z najlepszych płyt zespołu:

Płyta ta ukazała zespół w znakomitej formie, snujący to dramatyczną, to łagodną, niemal półsenną opowieść, w której muzyka i teksty jeszcze mocniej niż wcześniej stanowiły wzajemne dopełnienie. Mimo że Sno-powiązałka przybrała charakter tzw. concept-albumu, kilka fragmentów – przede wszystkim „Esencja” i „Ja żyję” mogło uchodzić za artystyczne wizytówki grupy, tak jak cała płyta za jej życiowe osiągnięcie.

Sno-powiązałka jest antytezą pierwszej płyty. Ponieważ pierwsza miała brzmienie takie agresywne, mocne, to nam się zamarzyła płyta o łagodnym charakterze. Co jeszcze mogę powiedzieć? Ja jej dawno nie słuchałem, bo już nie słucham analogów... Ale to chyba była niezła płyta. Miała fajną konstrukcję. Mam do siebie pretensje o głos, który tam wydobywam, ale to było w dwa tygodnie po wyrwaniu jedenastu zębów, w związku z czym miałem kłopoty z dykcją. Przy takiej dziurze w paszczy to bardzo ciężko coś wydobyć z siebie. To był po prostu ból fizyczny... Sno-powiązałka ma charakter typowo książkowy – to jest jednak zwarta opowieść. I dużo jest tu przestrzeni i oddechu.

W „Magazynie Esencja” (1/2010) album znalazł się na 35. miejscu w rankingu „50 płyt na 50-lecie polskiego rocka”. W „Magazynie Perkusista” (7-8/2018) album znalazł się na 15. miejscu w rankingu „100 polskich płyt najważniejszych dla perkusistów”.

## Lista utworów
| Nr | Tytuł utworu     | Długość |
| -- | ---------------- | ------- |
| 1. | „Zasnuty”        | 8:47    |
| 2. | „Senator”        | 2:35    |
| 3. | „Snardz”         | 2:48    |
| 4. | „Mantra”         | 4:51    |
| 5. | „Kto się obudzi” | 2:58    |
| 6. | „Niewidzialny”   | 4:40    |
| 7. | „Esencja”        | 2:58    |
| 8. | „Ursenów”        | 4:04    |
| 9. | „Ja żyję”        | 5:57    |
|    |                  | 39:38   |

Muzyka i słowa: Wojciech Waglewski. Nagrań dokonano w grudniu 1986.
Realizacja nagrań: Jacek Płotnicki i Jarosław Regulski

## Muzycy
- Wojciech Waglewski – śpiew, gitary, instrumenty klawiszowe
- Jan Pospieszalski – gitara basowa
- Mateusz Pospieszalski – saksofon
- Andrzej Ryszka – instrumenty perkusyjne